# Бурнюш
Бурню́ш (рос. Бурнюш, башк. Бурныш) — присілок у складі Краснокамського району Башкортостану, Росія. Входить до складу Новокаїнликівської сільської ради.
Населення — 197 осіб (2010; 197 у 2002).
Національний склад:
- марійці — 94 %